# Modicarventus wisei
Modicarventus wisei är en insektsart som beskrevs av Kirman 1989. Modicarventus wisei ingår i släktet Modicarventus och familjen barkskinnbaggar. Inga underarter finns listade i Catalogue of Life.